# 塔拉河 (德里納河流域)

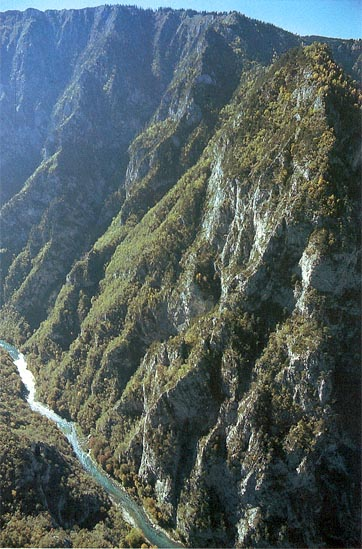

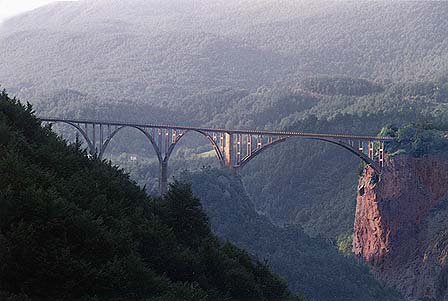

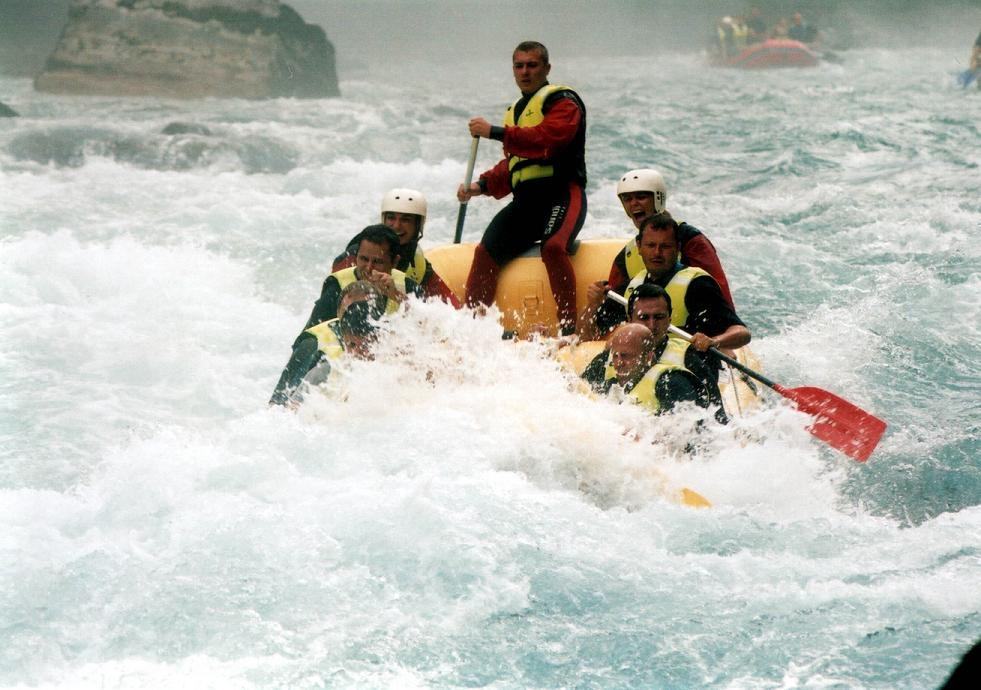

塔拉河是歐洲東南部的河流，流經蒙特內哥羅和波斯尼亞和黑塞哥維那，河流全長144公里，最終與皮瓦河匯流成德里納河，該湖是泛舟的熱門地點。
43°20′53″N 18°50′20″E / 43.348°N 18.839°E